# Энтронкаменту
Энтронкаменту (порт.  Entroncamento; [ẽtɾõkɐ'mẽtu]) — город в Португалии, центр одноимённого муниципалитета в составе округа Сантарен. Численность населения — 20,9 тыс. жителей (муниципалитет). Город и муниципалитет входит в экономико-статистический регион Центральный регион и субрегион Лезирия-ду-Тежу. По старому административному делению входил в провинцию Рибатежу.
Покровителем города считается Святое семейство (порт. Sagrada Família).
Праздник города — 24 ноября.

## Расположение
Город расположен в 31 км на северо-восток от города Сантарен на западном берегу реки Тежу.
Муниципалитет граничит:
- на севере — муниципалитет Торреш-Новаш
- на востоке — муниципалитет Вила-Нова-да-Баркинья, Голеган
- на юге — муниципалитет Торреш-Новаш
- на западе — муниципалитет Торреш-Новаш

## Население
| 1950 | 1960 | 1981   | 1991   | 2001   | 2004   |
| 6804 | 7355 | 11 976 | 14 226 | 18 174 | 20 065 |

## История
Город основан в 1945 году.

## Транспорт
Крупный железнодорожный узел, связанный ж/д магистралями с Лиссабоном, Коимброй, Мадридом.
Через город проходит автострада Бейра-Интериор, связывающая Лиссабон и Мадрид.

## Районы
В муниципалитет входят следующие районы:
1. Носса-Сеньора-де-Фатима
2. Сан-Жуан-Батишта